# Хасаншін Андріана
Андріана Хасаншін (нар. 14 листопада 1994, Львів) — українська модель татарського походження, переможниця конкурсу «Міс Україна 2014». Перед цим перемогла на конкурсі «Міс Львів-2014».
Закінчила юридичний факультет Національного університету «Львівська політехніка».
Займається танцями, айкідо, має музичну освіту, грає на піаніно.
Одружена з Юрієм Крамаром, 24 січня 2016 року народила сина Марка.